# Rab (illa)
Rab (en italià: Arbe; en dàlmata: Arba; en croat: Otok rab) és una illa de la costa Dàlmata, en la moderna Croàcia, situada al golf de Kvarner, a nord de la mar Adriàtica. L'illa fa 22 km de llarg, té una superfície de 93,6 km², amb el pic més alt, el Kamenjak, de 408 metres d'altitud. La part nord-est de l'illa és majoritàriament àrida, mentre que el costat sud-oest està cobert per un dels últims boscos de roures de la Mediterrània. Entre els seus municipis es troben Rab, Lopar, Bajol, Barbat i Kampor. Segons la tradició, en aquesta illa va néixer Sant Marí, fundador de l'estat de San Marino.